# Kremlinul din Kazan
Kremlinul din Kazan (în rusă Казанский Кремль, în tătară Казан кирмәне) este cetatea istorică principală a Rusiei, situată în orașul Kazan. A fost construită sub comanda lui Ivan cel Groaznic pe ruinele fostului castel al hanilor din Kazan. A fost declarată patrimoniu mondial în anul 2000.

## Monumente

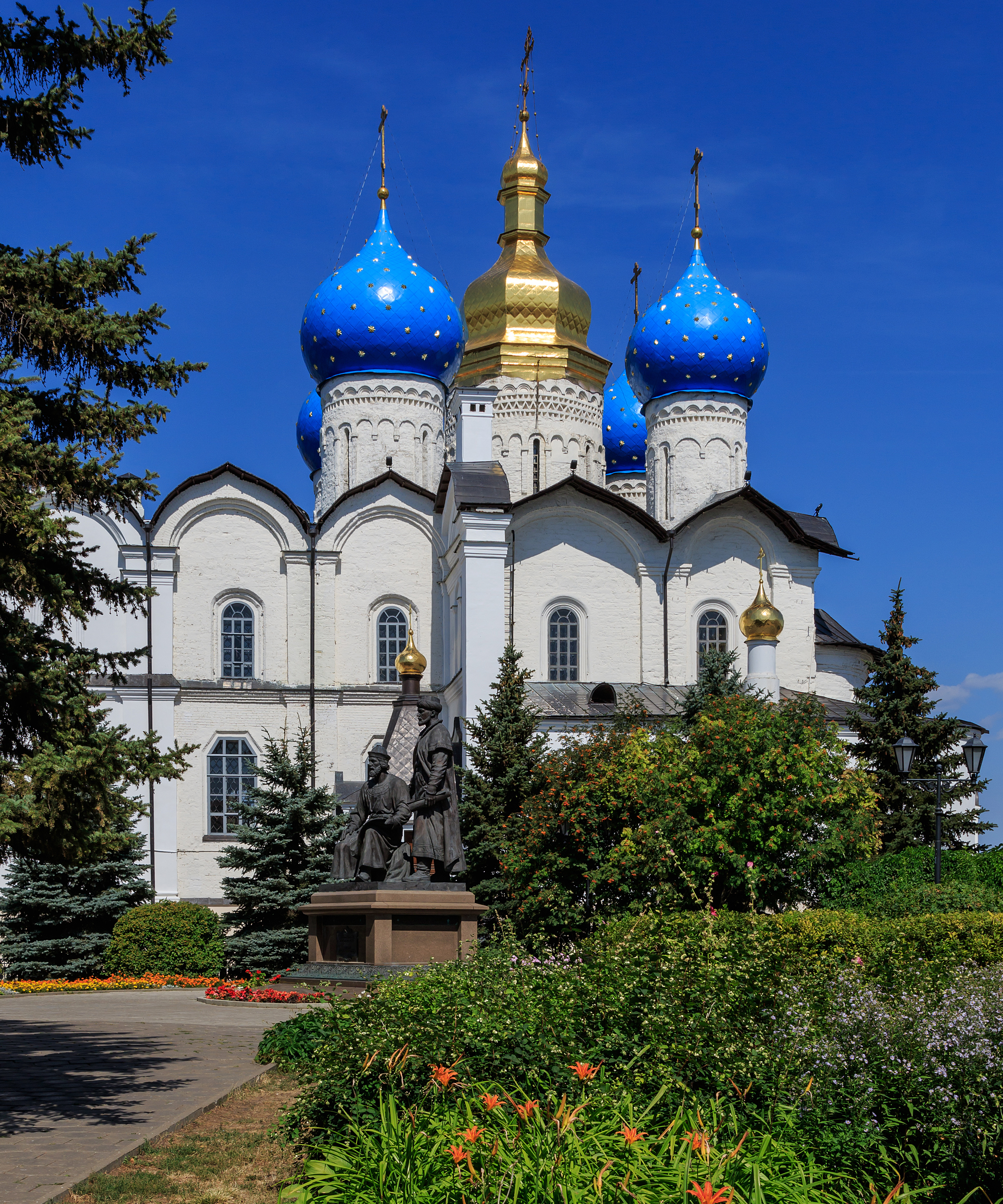
Catedrala Bunei Vestiri (1561–1562)

Kremlinul din Kazan include multe clădiri vechi, cea mai veche fiind Catedrala Bunei Vestiri (1554-1562), singura biserică rusă din secolul al XVI-lea care are șase piloni și cinci abside. Ca multe dintre clădirile din perioada Kazan, aceasta este construită din gresie locală și nu din cărămidă. Cunoscuții arhitecți din Pskov, Postnik Yakovlev și Ivan Shirjay (numiți Barma), au fost invitați de țar să reconstruiască Kremlinul Kazan în piatră. Clopotnița catedralei a fost ridicată în cinci niveluri la sugestia lui Ivan cel Groaznic, pentru a semăna cu clopotnița Ivan cel Mare  din Moscova, dar a fost doborâtă de sovietici în 1930. 
Cel mai vizibil reper al Kremlinului Kazan este Turnul Söyembikä, contruit probabil sub domnia lui Petru cel Mare. O legendă cunoscută pune în legătură turnul cu ultima regină a hanatului Kazanului. O altă piesă arhitecturală remarcabilă este Turnul Spasskaia, aflată la capătul sudic al Kremlinului și care servește ca intrare principală în acesta. 
Turnul Spasskaia este numit după Mănăstirea Spasski, aflată în apropiere. Printre clădirile mănăstirii s-au numărat Biserica Sfântul Nicolae (1560, cu patru stâlpi) și Catedrala Schimbării la Față a Mântuitorului (1590, cu șase stâlpi). Au fost distruse de comuniști în timpul guvernării lui Iosif Vissarionovici Stalin. 
De asemenea, de interes sunt turnurile și zidurile alb imaculate (ridicate în secolele XVI și XVII și renovate ulterior) moscheea Qol-Șärif (recent reconstruită în interiorul cetății;) și Casa Guvernatorului (1843- 1853, proiectată de Konstantin Thon, acum Palatul Președintelui Republicii Tatarstan). Se crede că Palatul este amplasat pe locul unei foste reședințe a unui han. Între Palatul Prezidențial și Turnul Söyembikä se află biserica palatului, construită pe temelia unei moschei medievale. 
Zidul nordic al Kremlinului include un alt turn închis, Turnul secret, numit astfel pentru că aici s-ar fi aflat un puț secret pentru alimentarea cu apă. Acest turn permite accesul pietonal în Kremlin, iar accesul vehiculului este limitat numai la situații de urgență.

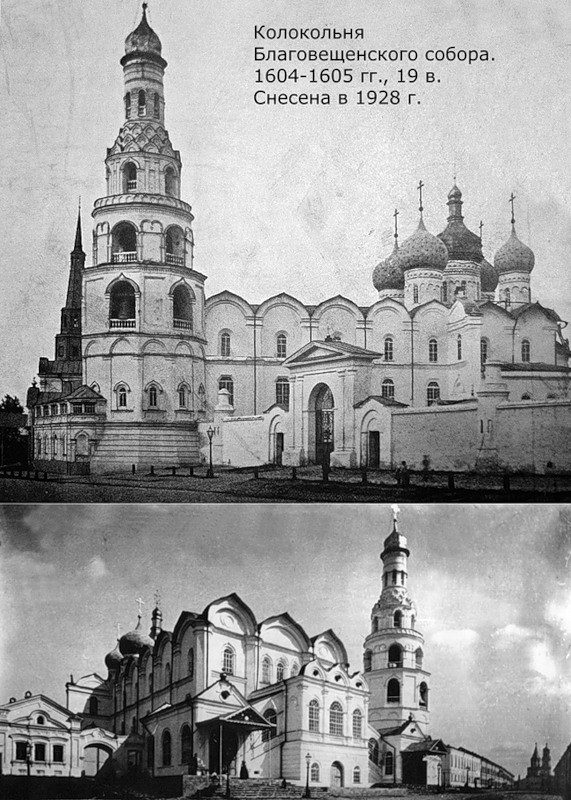
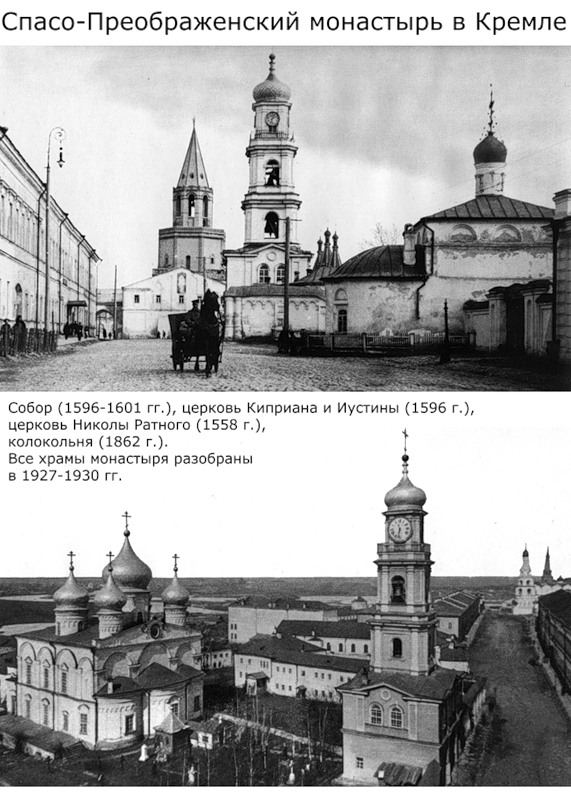
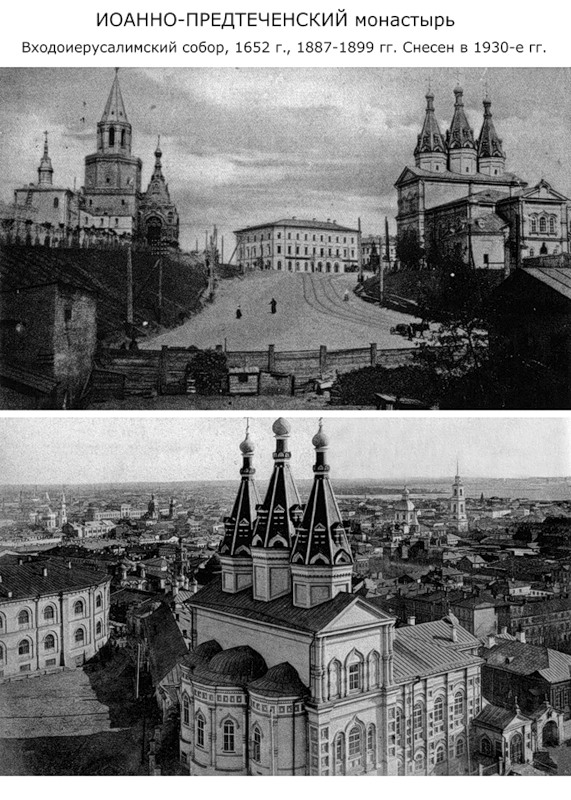
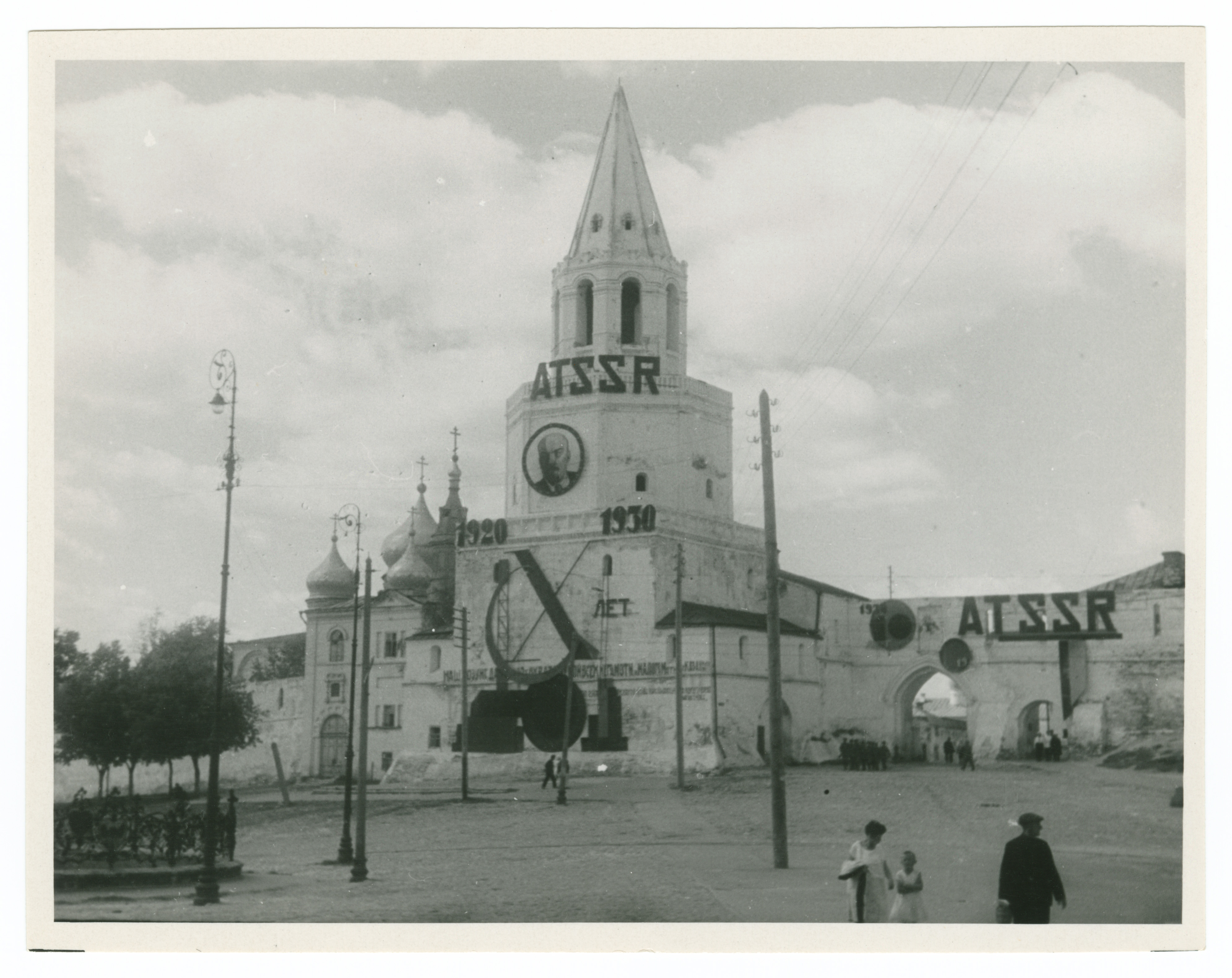

## Evenimente recente

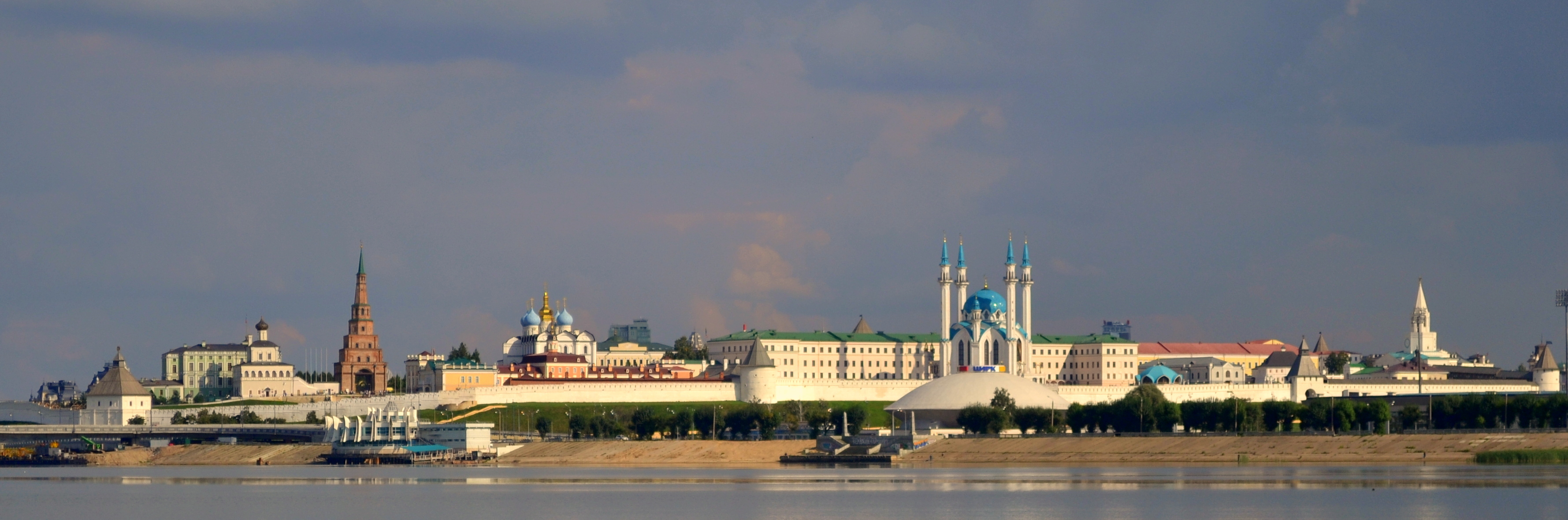
Vedere generală asupra Kremlinului din Kazan

Deschiderea uneia dintre cele mai mari moschei din Europa, Moscheea Qolșärif, a avut loc la Kazan pe 24 iunie 2005. Aproape 17.000 de oameni s-au adunat pentru a sărbători. La eveniment au participat delegați din patruzeci de țări. Lăcașul de cult a fost reconstruit pe locul unde se presupunea că s-ar fi aflat moscheea principală a hanatului Kazanului înainte de 1552. Vorbind la ceremonie, președintele Tatarstanului, Mintimer Shaeymiev, a spus că „moscheea Qolșärif este un nou simbol al Kazanului și al Tatarstanului [...], un pod care leagă trecutul și viitorul”. 
Decretul de restaurare a moscheii Qolșärif (1995) a stipulat, de asemenea, restaurarea Catedralei Bunei Vestiri din Kremlinul Kazan, care fusese luată creștinilor ortodocși după Revoluția din Octombrie. Pe 21 iulie 2005, ziua sfintei icoane „Theotokos din Kazan”, în prezența unei mulțimii de 10.000 de pelerini, Patriarhul Alexie al II-lea al Moscovei și Mintimer Shaeymiev au plasat la Catedrala Bunei Vestiri recent restaurată cea mai sfântă copie a icoanei de mult timp pierdută, returnată Rusiei în 2004 de Papa Ioan Paul al II-lea, cu puțin timp înainte de moartea sa. 
În 2005, prima etapă a metroului din Kazan a inclus și o stație numită Kremliovskaia (sau Kreml în tătară), ale cărei ieșiri se află chiar lângă Kremlin. 

## Galerie foto

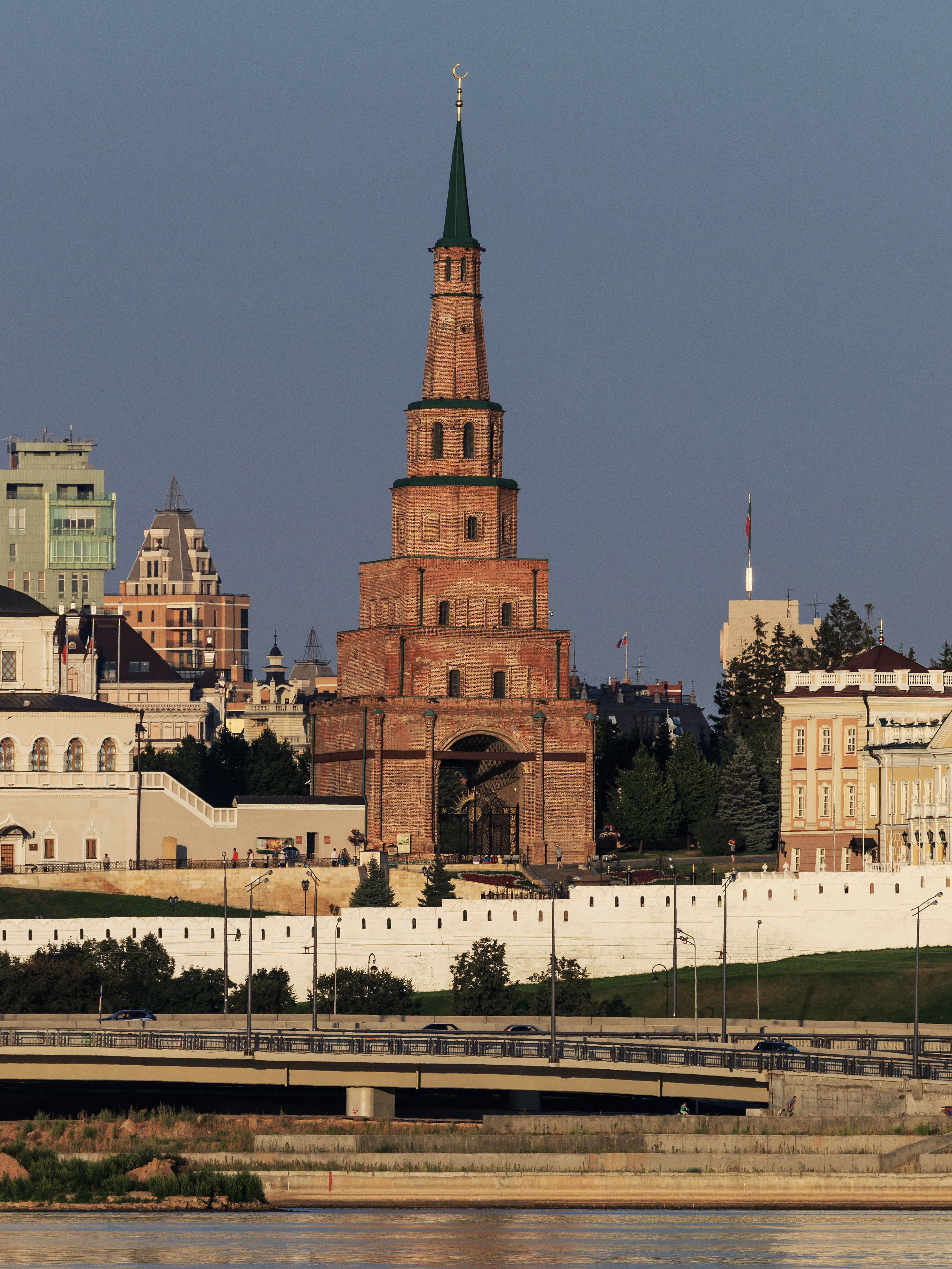
Turnul Söyembikä
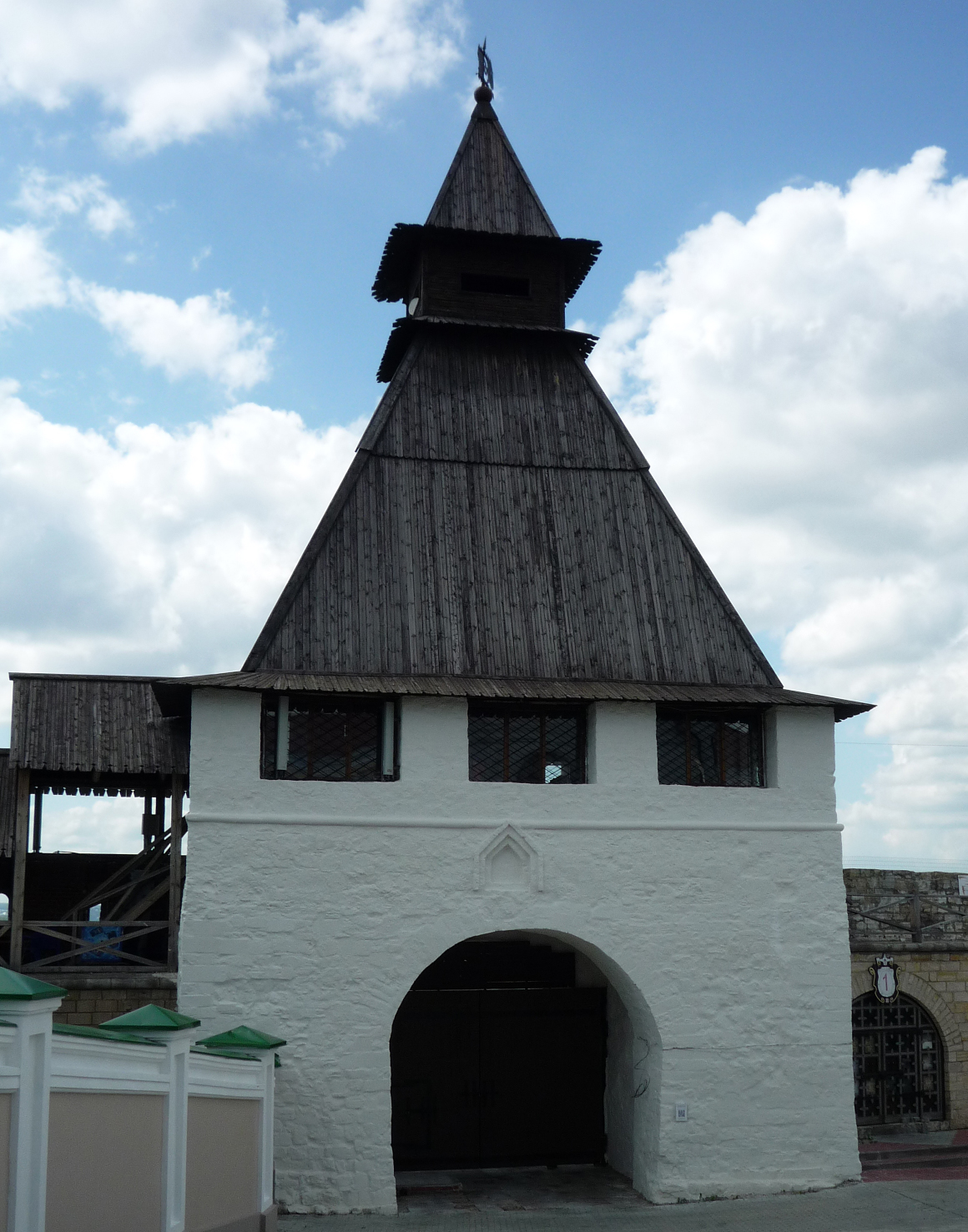
Turnul Schimbarea la Față
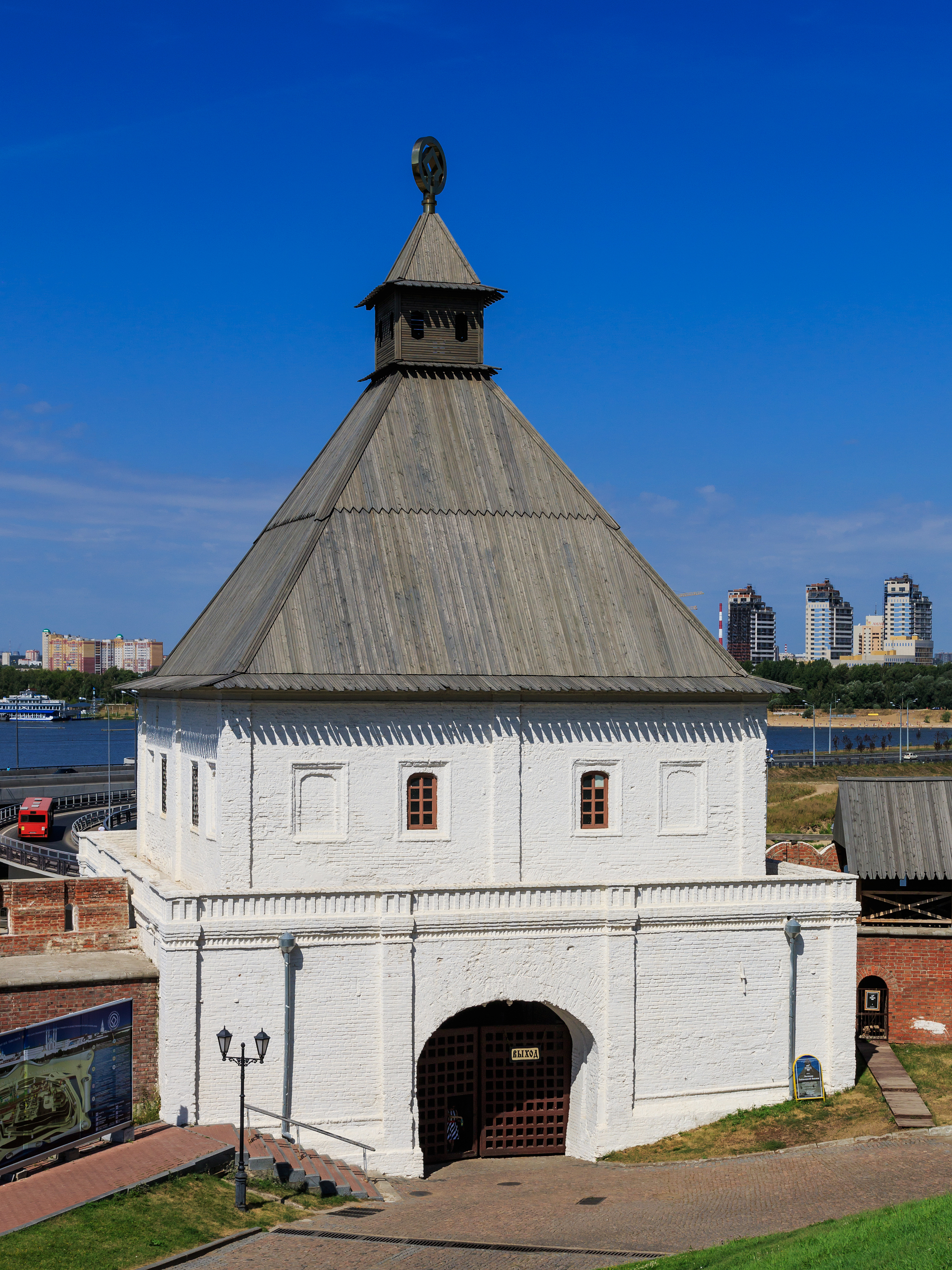
Turnul Tainitskaia
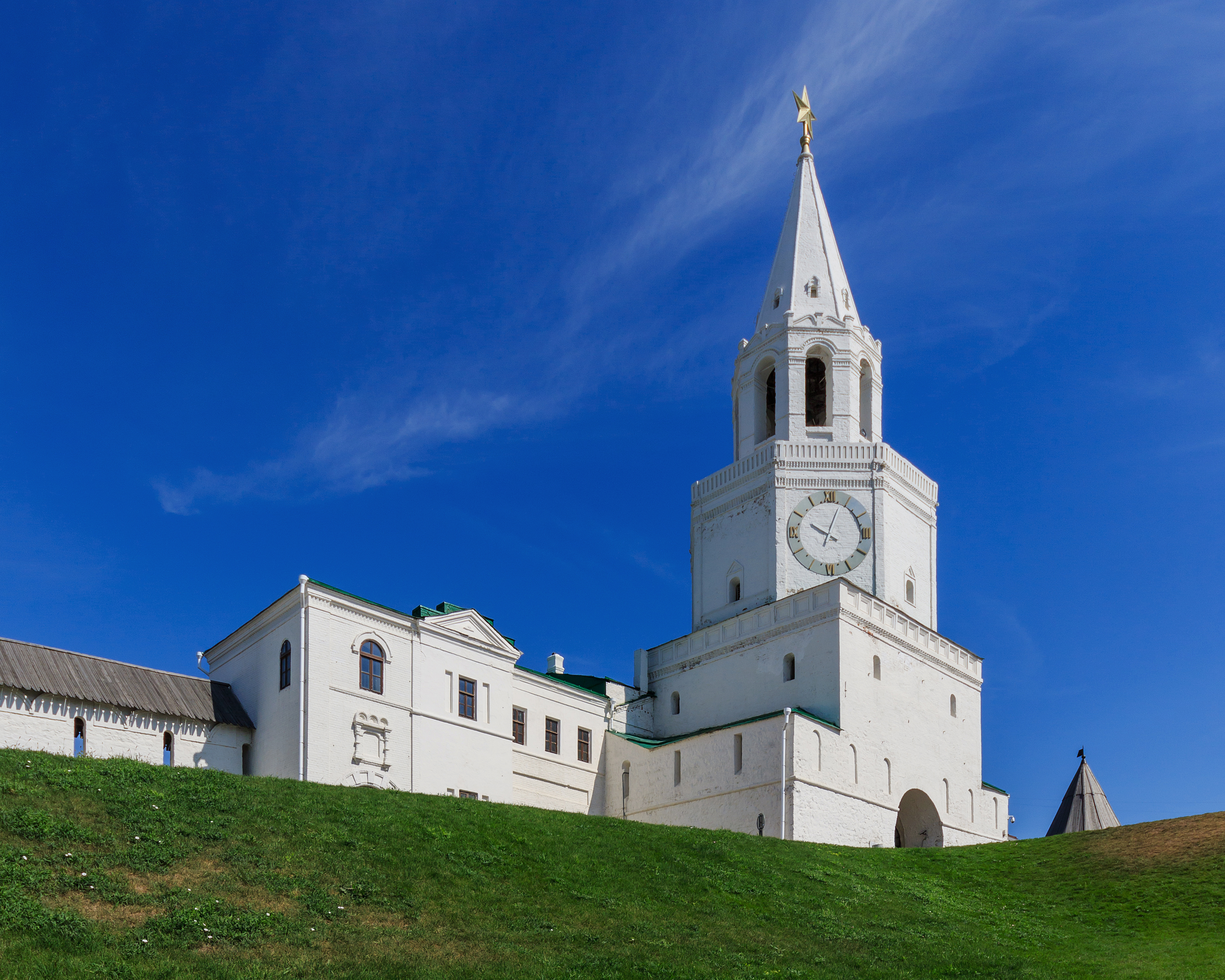
Turnul Spasskaia
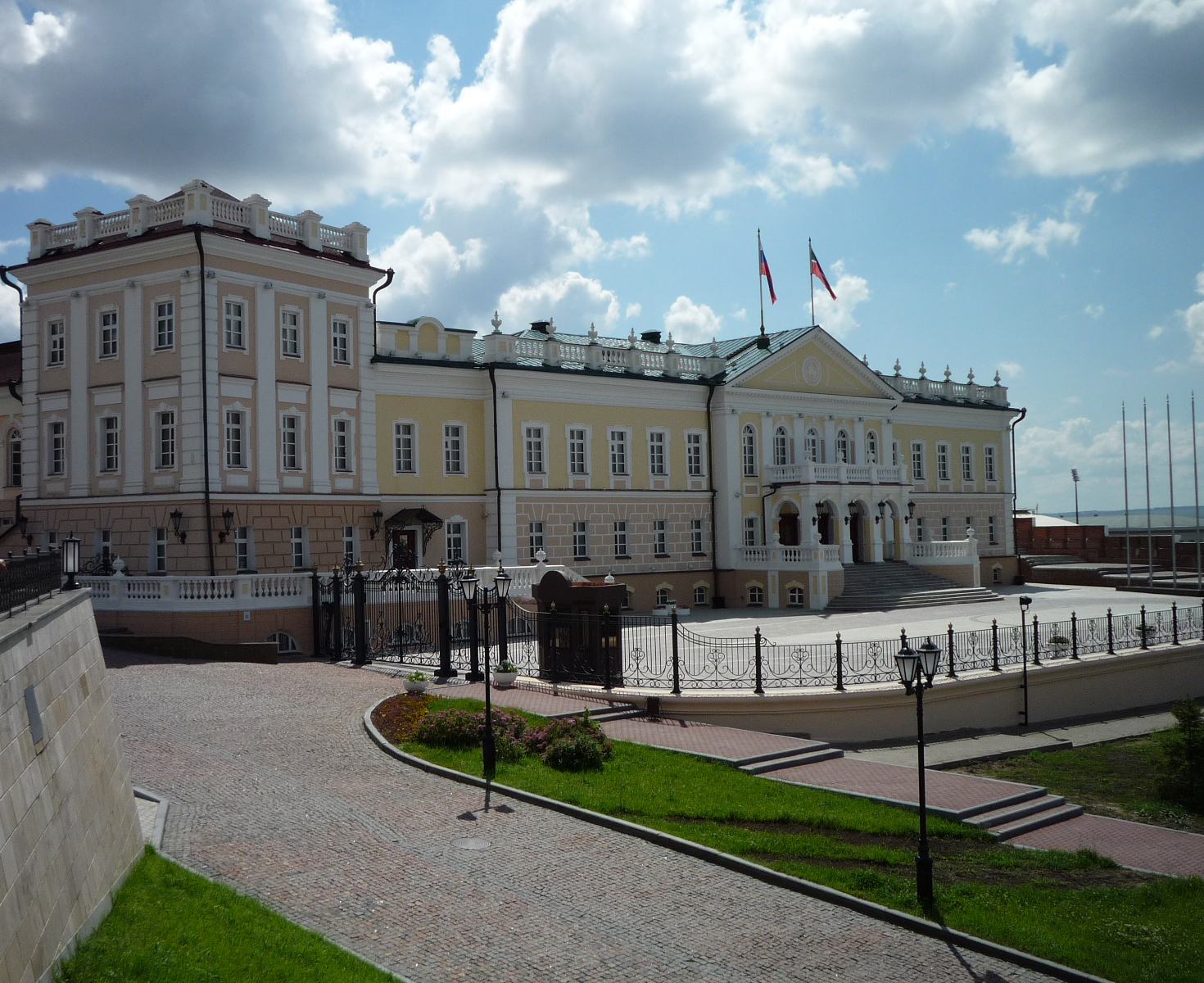
Clădirea nordică a Curții artileriei
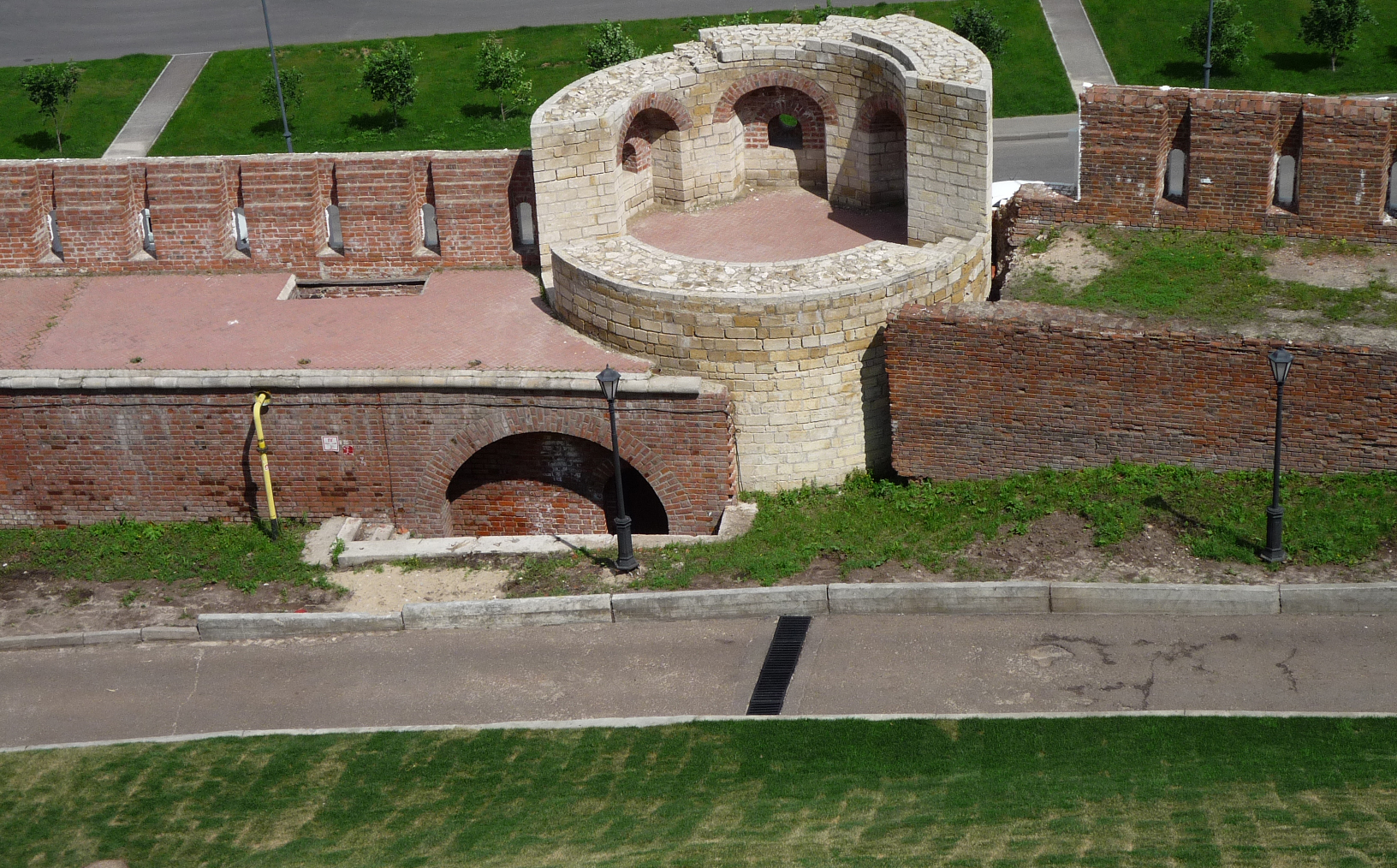
Zidul estic
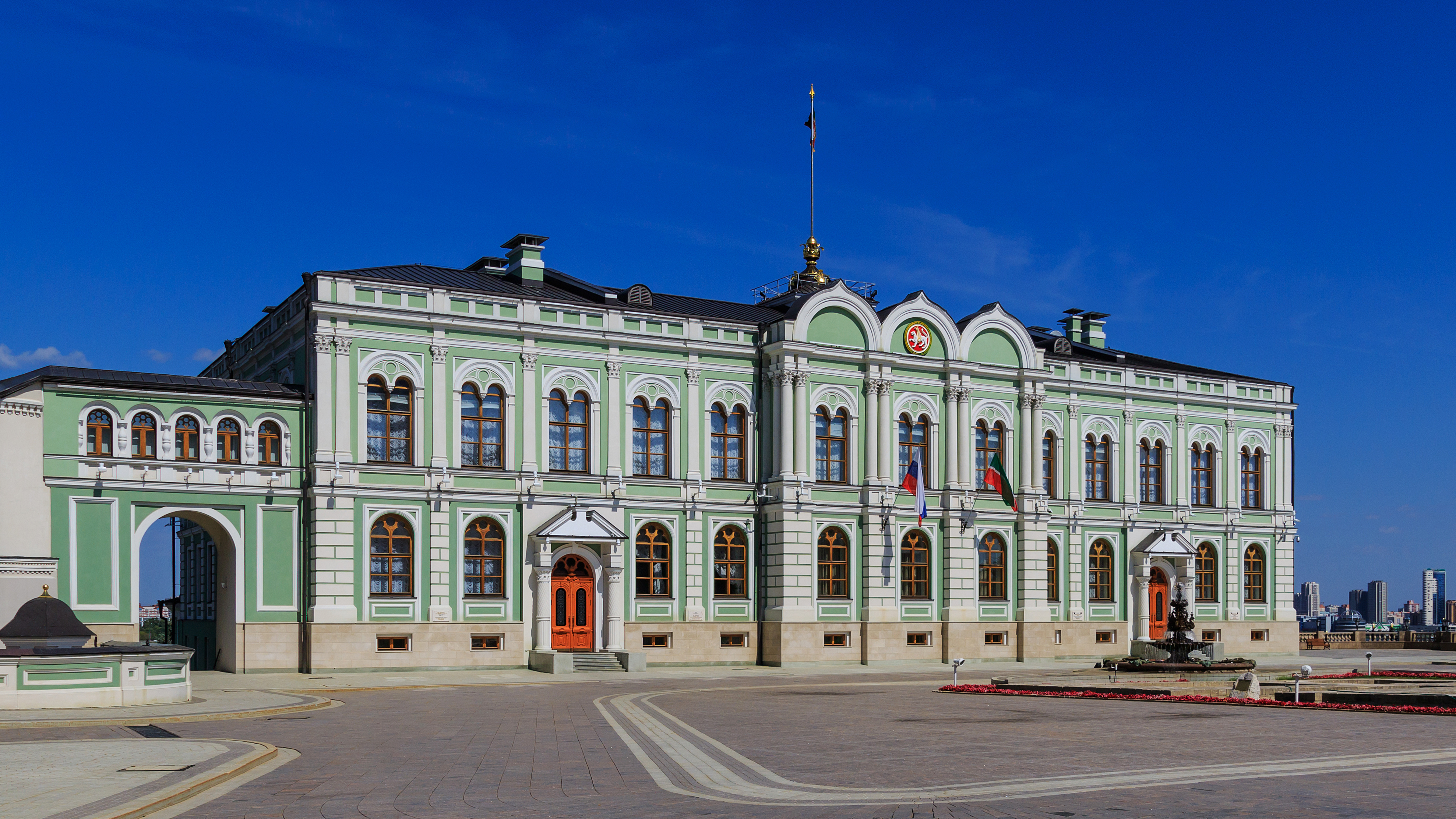
Palatul guvernatorului/ prezidențial
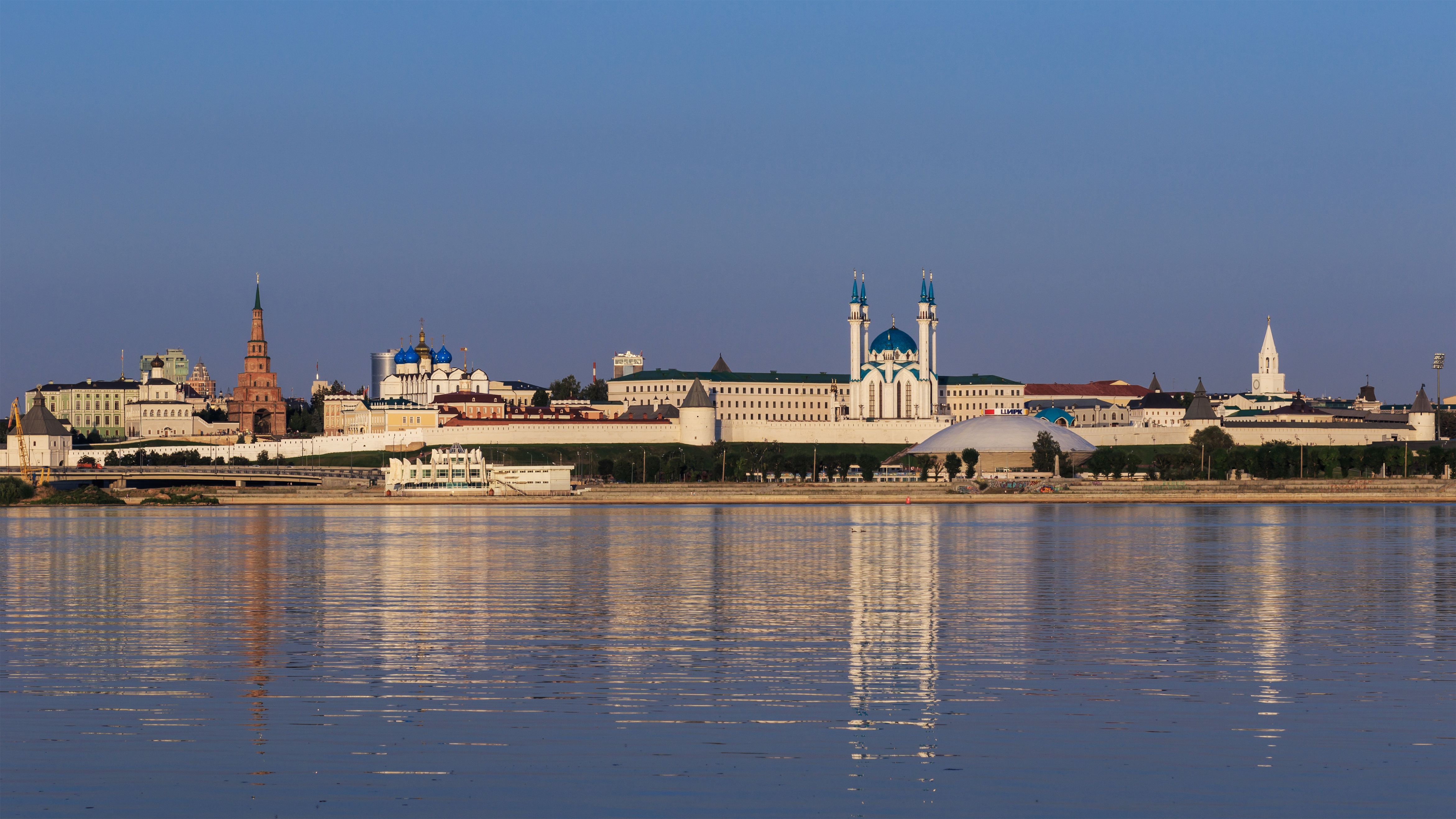
Vedere asupra Kremlinului din Kazan
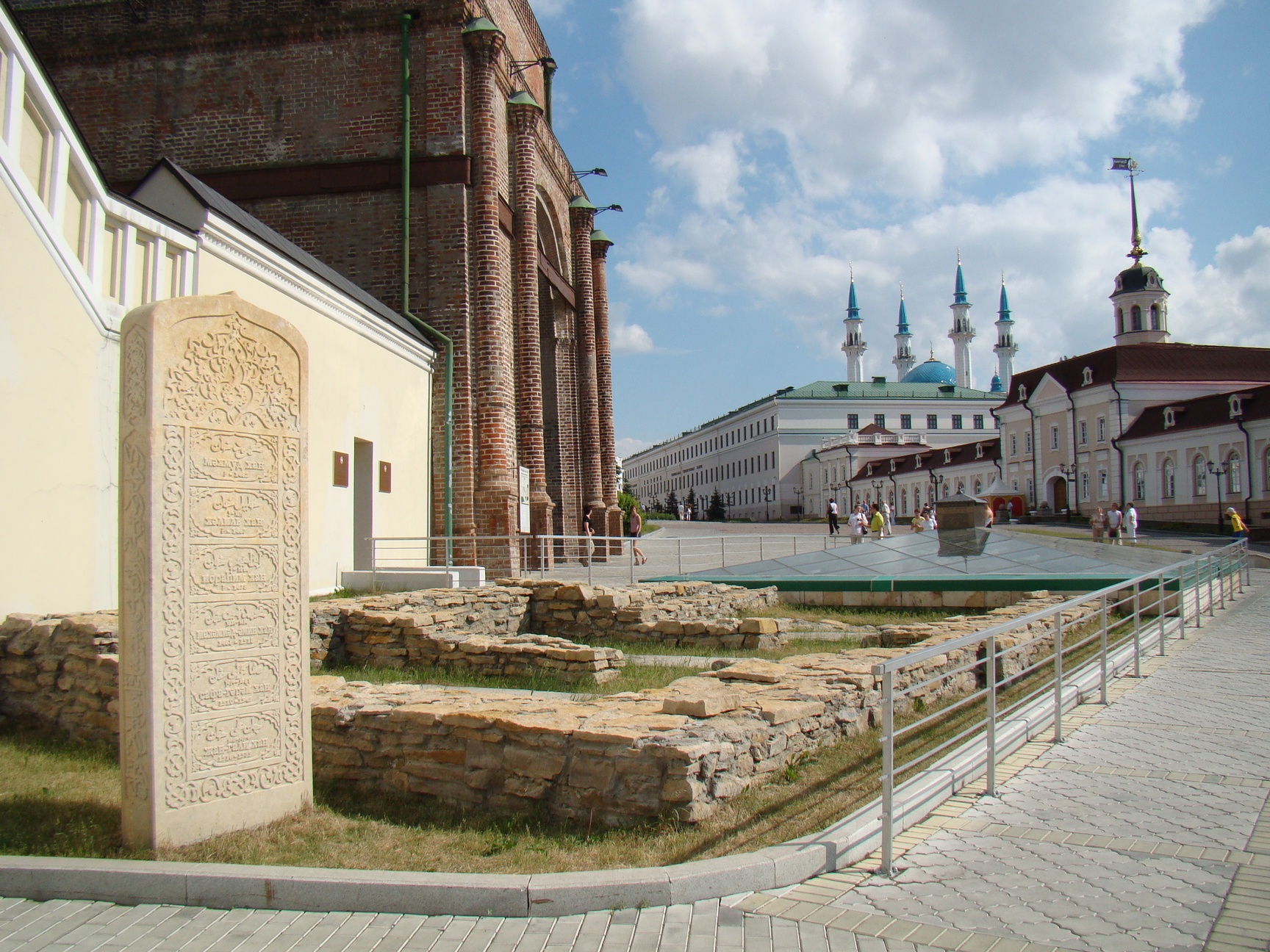
Mormintele hanilor Hanatului din Kazan
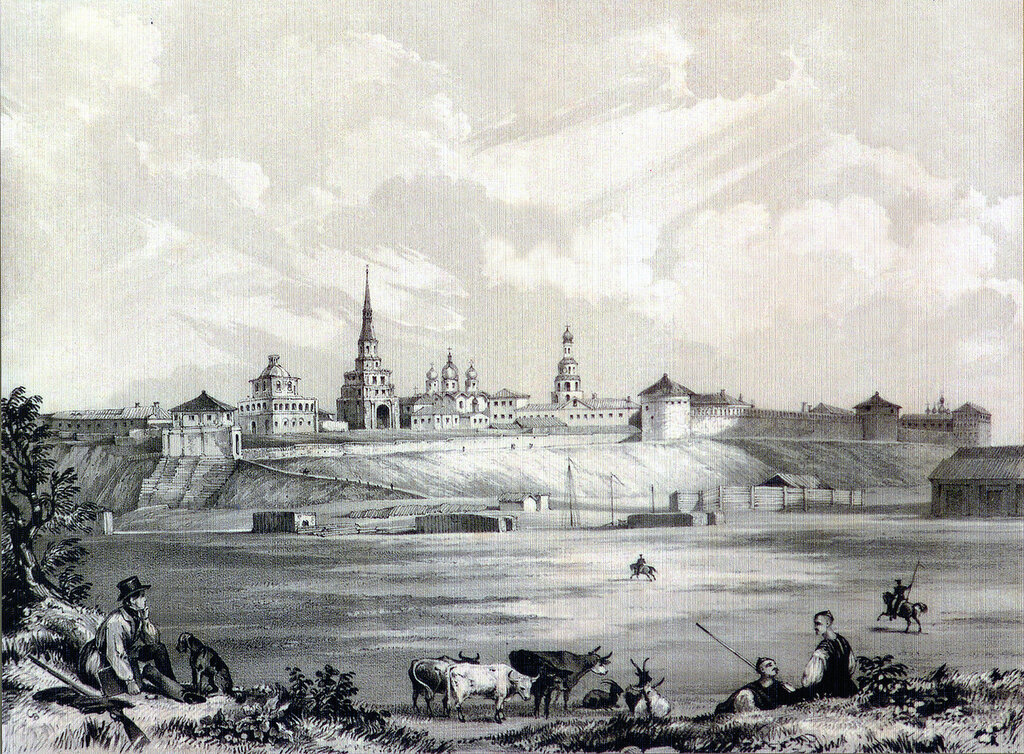
Kazan Kreml în 1839
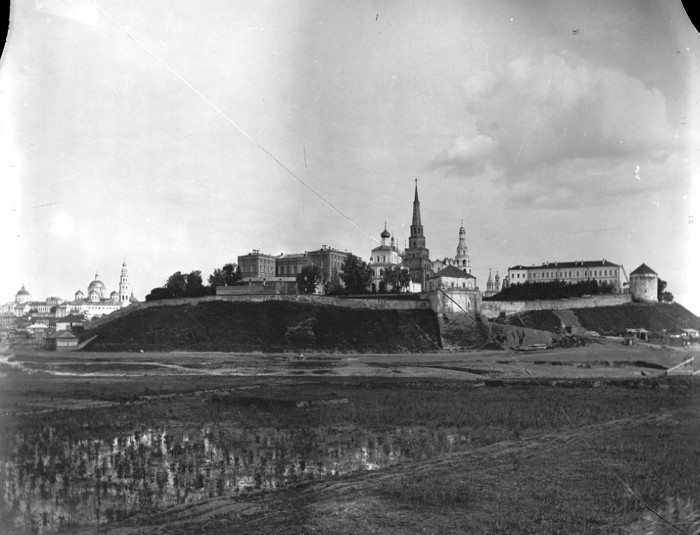
Kazan Kreml în 1911
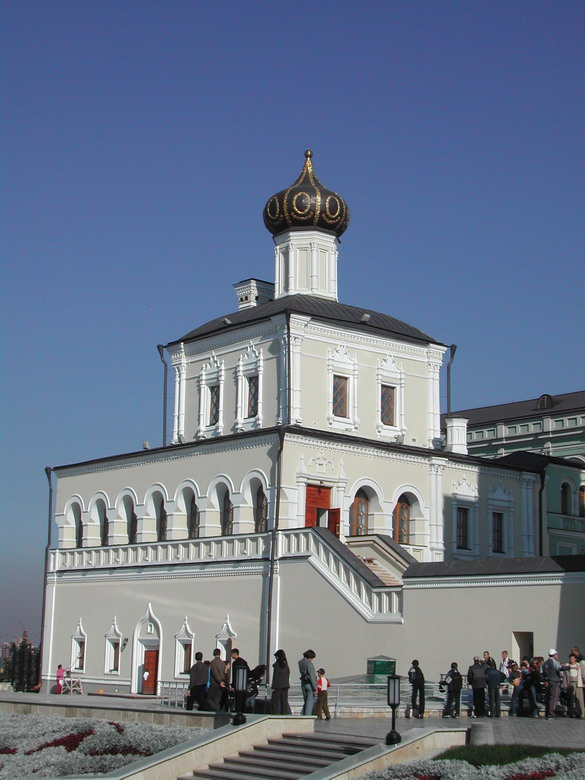
Biserica Kazan Kreml
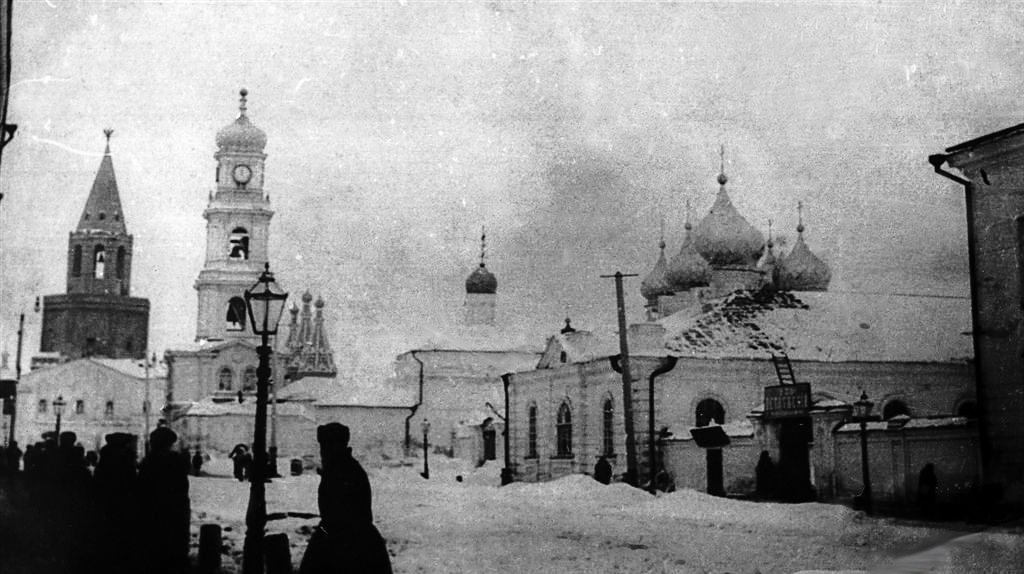
Mănăsturea Schimbarea la Față a Mântuitorului (secolul al XIX-lea)
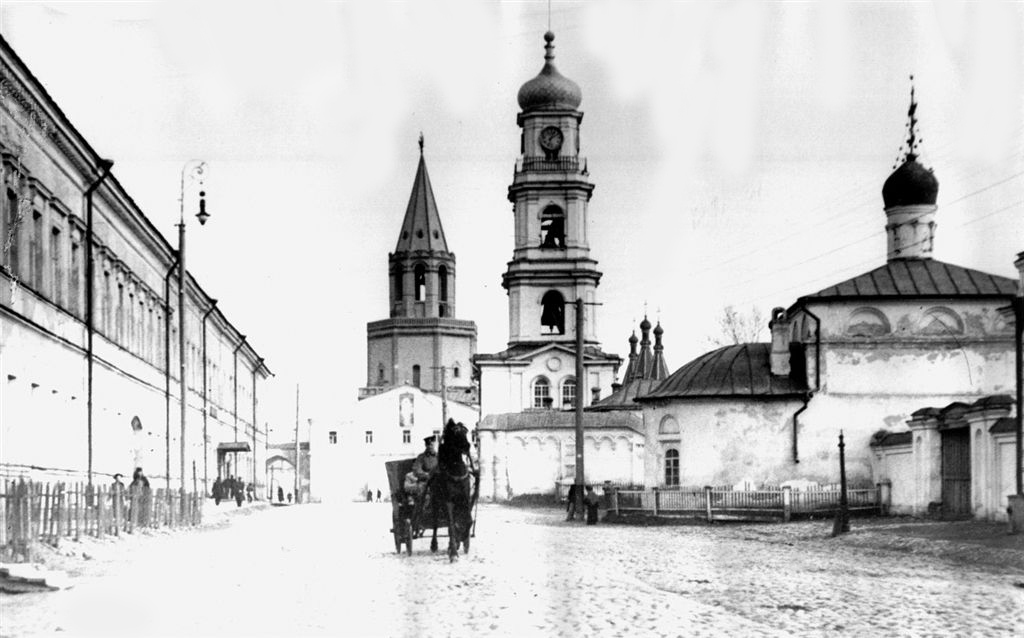
Vedere interioară din Kazan Kreml la începutul secolului al XX-lea
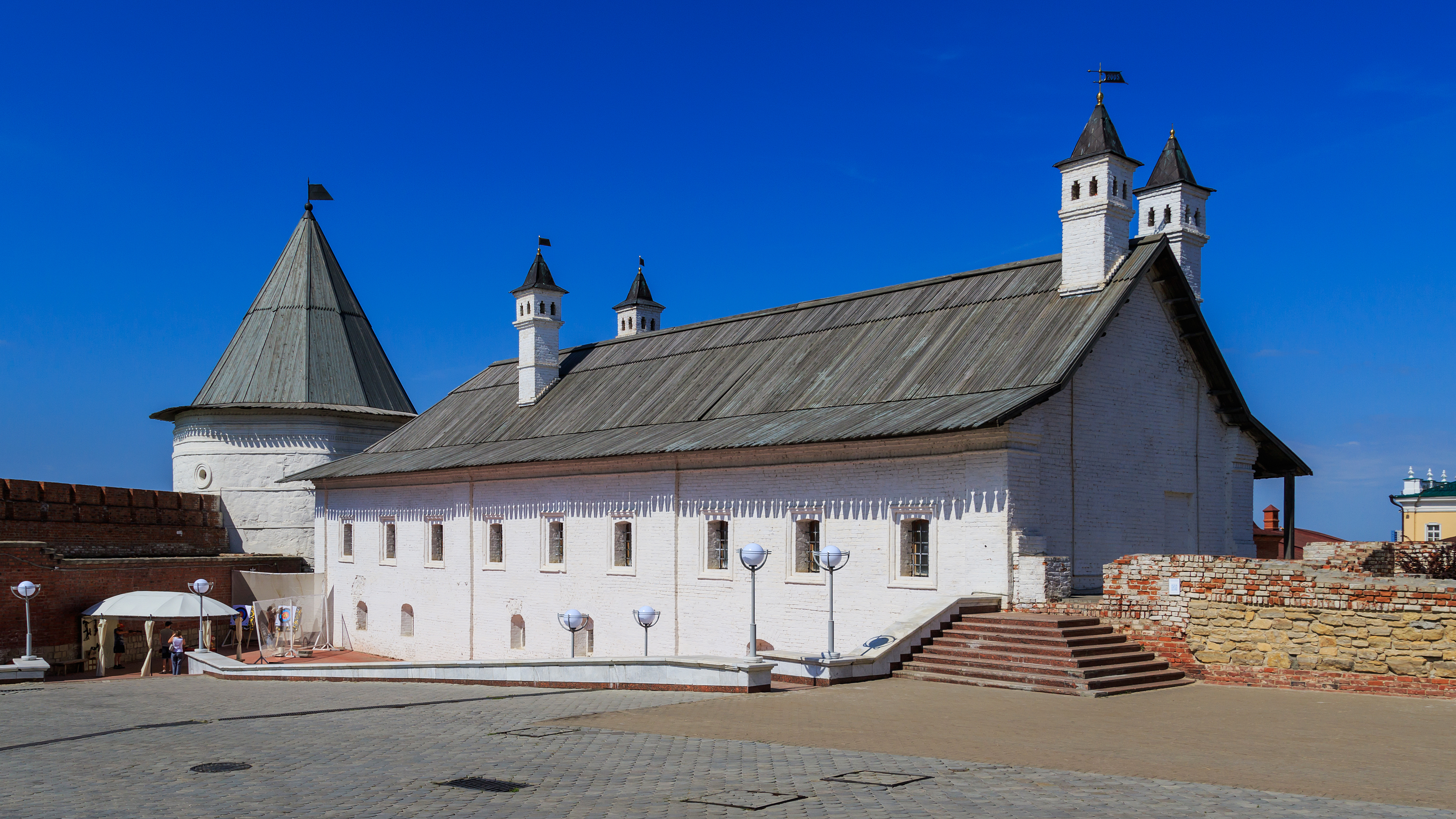
Clădirea sudică a Curții artileriei